# Дихотомический вопрос
Дихотомический вопрос — вопрос, предусматривающий два ответа («да», «нет» или «согласен», «не согласен»), является разновидностью закрытых вопросов. Дихотомические вопросы широко используются в социологических и психологических опросах и относятся к более общей категории закрытых (структурированных) вопросов. Вопросы, подразумевающие более двух ответов от респондента, — вопросы с множественным выбором. Не всегда вопросы, в которых можно ответить «да» или «нет», можно считать дихотомическим. В некоторых случаях респонденты могут не определиться с выбором и это приводит к высокой доле ответов третьего варианта: «не знаю» или «не могу сказать».